# 拉曼研究所

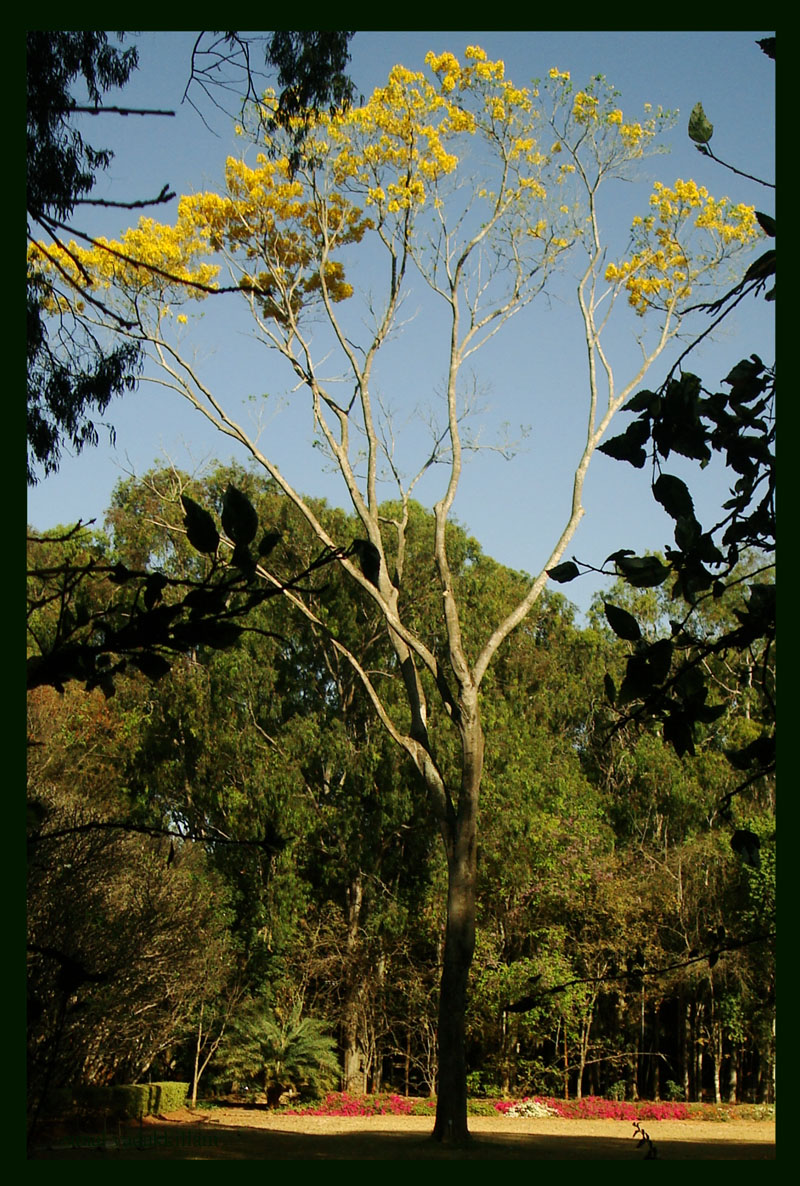
拉曼树

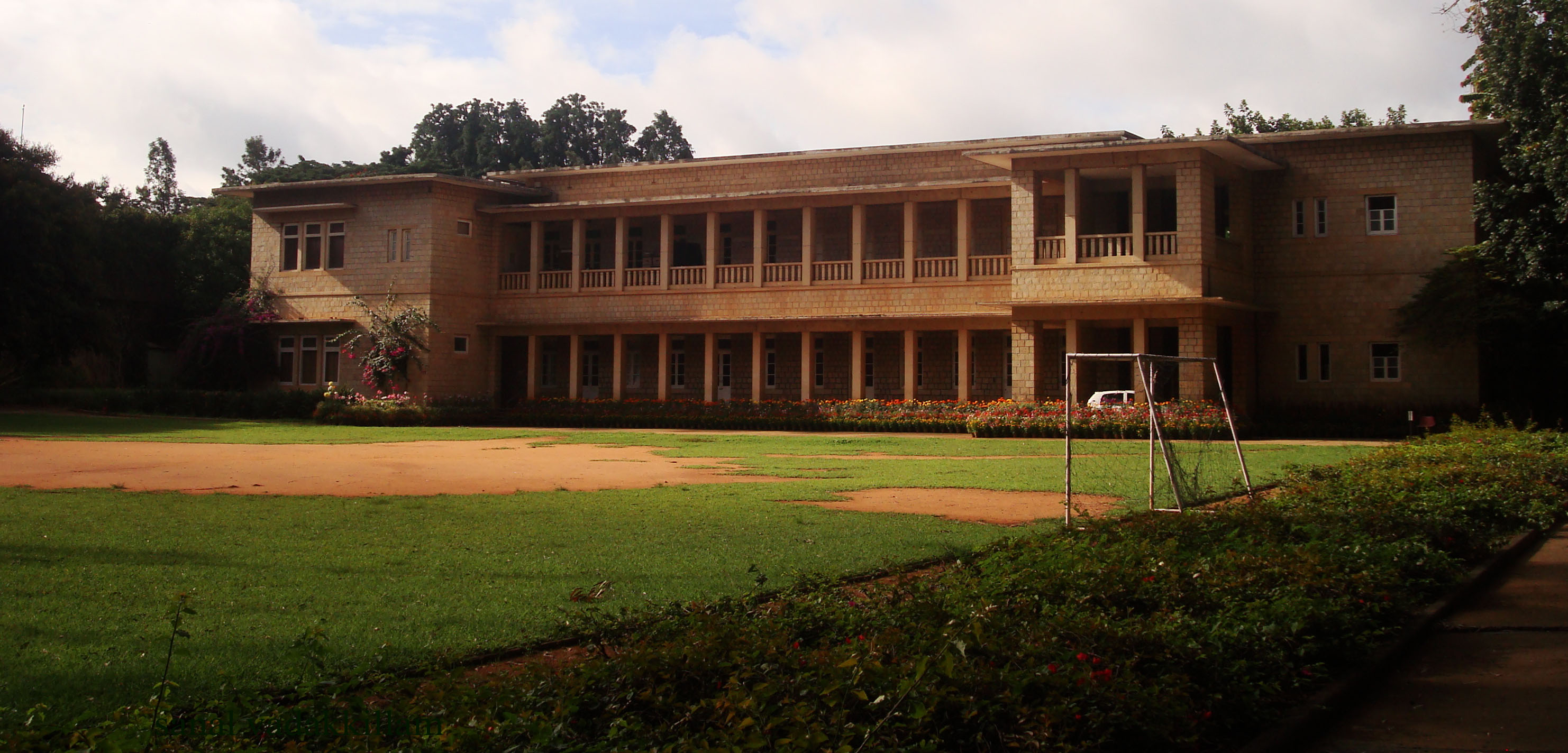
拉曼研究所

拉曼研究所 （英語：Raman Research Institute, RRI）) 是一个位于印度班加罗尔的物理研究所。

## 历史
1948年由印度诺贝尔物理学奖得主钱德拉塞卡拉·拉曼创建，虽然刚开始是私人拥有，后来交由印度政府负责管理。

## 研究领域
主要研究领域包括:
- 天文学和天体物理学
- 理论物理学
- 光学和物质学
- 软凝聚体物理学